# Ialtris
Genre
Synonymes
- Darlingtonia Cochran, 1935

Ialtris est un genre de serpents de la famille des Dipsadidae.

## Répartition
Les espèces de ce genre sont endémiques d'Hispaniola.

## Liste des espèces
Selon The Reptile Database (3 septembre 2013) :
- Ialtris agyrtes Schwartz & Rossman, 1976
- Ialtris dorsalis (Günther, 1858)
- Ialtris haetianus (Cochran, 1935)
- Ialtris parishi (Cochran, 1932)

## Publications originales
- Cochran, 1935 : New reptiles and amphibians collected in Haiti by P. J. Darlington. Proceedings of the Boston Society of Natural History, vol. 40, p. 367-376.
- Cope, 1863 "1862"  : Synopsis of the species of Holcosus and Ameiva, with diagnoses of new West Indian and South American Colubridae. Proceedings of the Academy of Natural Sciences of Philadelphia, vol. 14, p. 60-82 (texte intégral).